# 雨宮照雄
雨宮 照雄（あめみや てるお、1951年（昭和26年） - ）は、ケインズ経済学を主流とする日本の財政学者。三重短期大学法経学科の教授。研究テーマと担当科目は（財政学・地方財政論）。津市立三重短期大学第11代学長などを歴任した。

## 略歴
- 愛媛大学法文学部を卒業する。研究テーマは（財政学・地方財政論）所属学会は（経済理論学会・経済学史学会）
- 1982年（昭和57年）3月 - 明治大学大学院政治経済学研究科博士後期課程を単位取得退学。
- 1982年（昭和57年）4月　三重短期大学の講師に赴任する。
- 1984年（昭和59年）4月 - 三重短期大学助教授（担当科目は財政学・地方財政論）となる。
- 1987年（昭和62年）4月 - 三重短期大学地域問題総合調査研究室長に就任（1988年（昭和63年）6月まで）。
- 1989年（平成元年）4月 - 三重短期大学教授（担当科目は財政学・地方財政論）となる。[1]
- 1993年（平成5年）12月 - 三重短期大学学生部長（1995年（平成7年）11月まで）。
- 1995年（平成7年）12月 - 三重短期大学学生部長（1996年（平成8年）8月まで）。
- 1998年（平成10年）2月 - 三重短期大学学生部長（1998年（平成10年）9月まで）。
- 1998年（平成10年）10月 - 1997年（平成9年）11月から第10代三重短期大学学長となっていた＜金融論＞と＜日本経済論＞担当の法経学科丹羽重省教授が足の怪我が理由で1年間の短期間で三重短大の学長職を辞任をした事から、1998年（平成10年）に急遽、三重短期大学の教授会が開かれて後任の学長に選出されて、三重短期大学第11代学長を2004年（平成16年）9月までを務める。
- 学長時代に短大離れがすすみ、短期大学から4年制大学に、法経学科1部（昼間部）に進学していた女子学生と法経学科2部（夜間学部）に進学していた男性勤労者が進学先とするようになり、志願者が減少する。学長時代に三重短期大学の学力レベル低下と公立短大として存続の危機が来る。公立短大として、公立大学と短期大学の利点を生かして、欠点を利点に変えて生き残りをかけるために志願者を増やす努力をした。

1. 4年制大学（三重大学などの国立大学）への編入実績を作った。
2. 大学入試センター試験や社会人入試などを導入するなどの入試改革をした。
3. 三重短期大学の社会人の卒業生が公務員や政治家になっている実績があり、ドイツ哲学や人権理論研究専門の教授がいるなどの学術関係の実績の広報活動をした。三重短期大学卒業生の行政政治家関係や公務員関係の実績の広報活動をした。
4. 津市立（公立）の大学で日本で最低額の学費で貧困層の家庭の学生が進学しやすいように配慮しているなどの広報活動をして志願者を増加させた。

- 2008年（平成20年）4月 - 三重短期大学地域連携センター長となる。
- 2016年（平成28年）3月-三重短期大学法経科の教授を退官する。

## 研究活動
- 四日市市史の編纂専門委員となる。
- 財政学・地方財政論・自治体行政特論・経済入門の講義を担当している。その他の専門分野として価値・産業循環論・資本蓄積論・地方財政論を研究する経済学者である。ケインズ経済学者でもある。
- 尾鷲市と鳥羽市の行政問題・社会問題・財政問題について取り組み、三重県内で講演を行ったり、三重県内の自治体の専門委員となったりしている。
- 「三重県女性会議」の際に女性の年金問題と高齢者問題の講演を実施する。
- 白山町を中心とする一志郡の市町村合併の問題を研究する。
- 公立短期大学の法人化問題の研究活動をする。
- 地方分権問題と地方交付金見直しなど税制問題の研究活動をする。
- 夕張市の財政破綻問題を中心に財政再建問題の研究活動をする。[2]

## 所属学会
- 経済理論学会
- 経済学史学会

## 著書
- 『四日市市史資料編 現代1』共著 四日市市 。1996年（平成8年）
- 『四日市市史資料編 現代2』共著 四日市市。1998年（平成10年）
- 『四日市市史通史編 近代』共著 四日市市 。1999年（平成11年）
- 『経済思想史事典』経済学史学会編 丸善書店 。2000年（平成12年）
- 『四日市市史通史編 現代』共著 四日市市。 2001年（平成13年）